# 1506 a tudományban
Az 1506. év a tudományban és a technikában.

## Események
- Kopernikusz elkezdi írni a De revolutionibus orbium coelestium című munkáját. 1530-ban fejezi be, de csak halála előtt publikálja, 1543-ban.
- 1506–1514 Donato Bramante elkezdi a római Szent Péter-bazilika építését.
- 1506–1510 Esztergomi Bakócz-kápolna építése.

## Halálozások
- május 20. – Kolumbusz Kristóf  (* 1451)